# 拜氏指鰧
拜氏指鰧（學名：Dactyloscopus byersi），為輻鰭魚綱䲁形目指鰧科指鰧屬的一個種，分布於中東太平洋墨西哥加利福尼亞灣至巴拿馬，深度0至2公尺，本魚體扁長，向尾部漸細；頭大，上部扁平，前部圓而窄；眼突，有短柄，無乳突；鼻孔管狀，後鼻孔開在前鼻孔基部附近；兩唇均有皮瓣，上唇皮瓣分枝15，下唇皮瓣分枝21，鰓蓋有17個皮瓣，背鰭起源於頸背，胸鰭條通常13條，尾基端下方有缺口，尾鰭長，鰭條不分枝，側線鱗47枚，側線連續，在最後一節背棘下方向下彎曲，頸背和下頦有斑點或斑塊，頸背無T形淡色斑塊，背部、臀鰭和尾鰭淡色至棕色，口內無色素沉澱，上體有10-15條長度不等的短而暗的鞍狀線，背鰭硬棘18枚、背鰭軟條28枚、臀鰭硬棘2枚、臀鰭軟條34枚，體長可達5公分，棲息在沙底質潮間帶，以小魚及無脊椎動物為食，生活習性不明。